# Stefano Pioli
Stefano Pioli (født 20. oktober 1965) er en italiensk fodboldtræner og tidligere professionel fodboldspiller. Han er nuværende træner for Fiorentina.
Foruden cheftrænerjobbet i Milan har Pioli blandt andet stået i spidsen for både Lazio, Inter og Fiorentina. Piolis professionelle karriere som spiller startede i Parma i 1984 og forløb indtil 1999, hvor han trak sig tilbage i klubben Colorno. Han nåede blandt andet at spille for klubber som Juventus og Fiorentina. . Stefano Pioli var Lazio-træner i 2015